# Rayjacksonia
Rayjacksonia là một chi thực vật có hoa trong họ Cúc (Asteraceae).

## Loài
Chi Rayjacksonia gồm các loài: